# Ophionotus
Genre
Ophionotus est un genre d'ophiures antarctiques de la famille des Ophiuridae. 

## Liste d'espèces
Selon World Register of Marine Species (14 avril 2015) :
- Ophionotus hexactis (E. A. Smith, 1876)
- Ophionotus taylori McKnight, 1967
- Ophionotus victoriae Bell, 1902

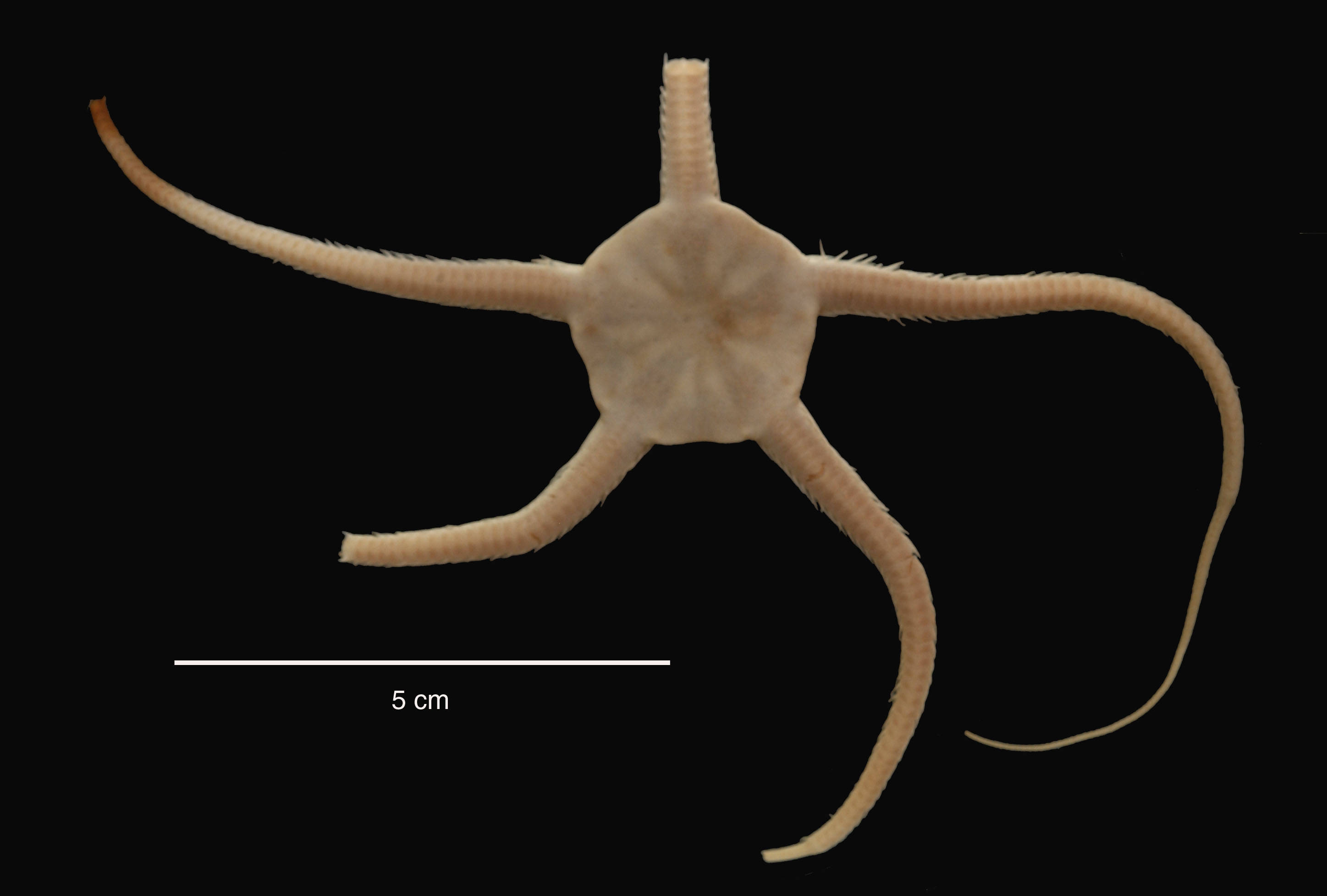
Ophionotus victoriae